# Edfu
Edfu of Mesen (Arabisch: إدفو, ook wel Idfu genoemd; Oudegyptisch Gebaoe, Behedet of Neset-netjeru; Oudgrieks Ἀπόλλωνος πόλις μεγάλη / Apóllônos pólis megálê: Latijn Apollonopolis of Apollonipolis) is een Egyptische stad aan de westoever van de Nijl, gelegen tussen Esna en Aswan en heeft ongeveer 60.000 inwoners.
In het oude Egypte was ze de hoofdplaats van de tweede nome van Opper-Egypte. In de Ptolemaeïsche tijd werd er een tempel opgericht ter ere van Horus. De Grieken vereenzelvigden Horus met Apollo en daarom werd deze stad door de Grieken ook wel Apollinopolis Magna genoemd. Deze tempel van Horus is goed bewaard gebleven en wordt veel bezocht door toeristen.

## Bezienswaardigheden
- Tempel van Horus (Edfu)